# Chris Trousdale
Chris Trousdale (Burbank, California, 11 de junio de 1985-ibidem, 2 de junio de 2020) fue un cantante y actor estadounidense. Fue miembro de la boy band Dream Street, trabajando con Jesse McCartney, Frankie J. Galasso, Greg Raposo y Matt Ballinger.

## Trayectoria
Trousdale comenzó su carrera en Broadway cuando tenía ocho años, de gira con la producción de Los miserables, donde protagonizó junto a Ashley Tisdale y después de una exitosa carrera, se mudó a Nueva York a la edad de diez años, para unirse a la producción de Broadway del jugar con Ricky Martin y Lea Michele de Glee. Mientras estaba en Nueva York, se unió al conocido grupo infantil The Broadway Kids (los miembros anteriores incluyen a Christy Carlson Romano, Jenna Ushkowitz y Lacey Chabert) y actuó en obras populares como La bella y la bestia y El mago de Oz.
Trousdale llamó la atención de dos productores que estaban formando una banda de chicos en Nueva York. Compuesto por cinco miembros, incluido Jesse McCartney, se unió a Dream Street en 1999. El grupo lanzó su álbum debut homónimo en 2001. ¡Trousdale grabó "Kissless Christmas" y "Wild Christmas" para School's Out! Álbum de Navidad además de los duetos populares con el grupo de chicas Play (interpretación de "I'm Gonna Make You Love Me") y el artista solista Nikki Cleary (nueva versión de la canción de Grease "You're the One that I Want" "), que fueron grandes éxitos en Radio Disney.
Sin embargo, poco después de que su carrera en solitario comenzara a despegar, Trousdale suspendió su carrera en 2006 y se mudó a su hogar en Michigan para cuidar a su madre enferma. 
En 2012, Trousdale audicionó en The Voice.
El 30 de junio de 2014, Trousdale anunció a través de Twitter que se había unido al Spectra Music Group para trabajar en su álbum en solitario.

## Muerte
El 2 de junio de 2020, Trousdale murió en un hospital en Burbank, California, debido a complicaciones provocadas por el COVID-19 durante la pandemia de COVID-19 en California, a la edad de 34 años.

## Filmografía
| Año  | Título                  | Papel    | Nota |
| ---- | ----------------------- | -------- | ---- |
| 2002 | The Biggest Fan         | Himself  |      |
| 2008 | The Candlelight Murders | Ed Dines |      |
| 2009 | Gone Astray             | N/A      |      |

| Año  | Título                       | Papel               | Nota                            |
| ---- | ---------------------------- | ------------------- | ------------------------------- |
| 2011 | Days of Our Lives            | Cory                | 1 episodio                      |
| 2011 | Shake It Up                  | Justin Starr        | Episodio: "Age It Up"           |
| 2015 | Austin & Ally                | Rupert              | Episodio: "Burdens and Boynado" |
| 2016 | Lucifer                      | Integrante de banda | Episodio piloto                 |
| 2019 | A New York Christmas Wedding | Cantante en la boda |                                 |